# Resolutie 664 Veiligheidsraad Verenigde Naties
Resolutie 664 van de Veiligheidsraad van de Verenigde Naties werd op 18 augustus 1990 met unanimiteit van stemmen aangenomen.

## Achtergrond
Op 2 augustus 1990 viel Irak zijn zuiderbuur Koeweit binnen en bezette dat land. Nog diezelfde dag werd de inval door de VN-Veiligheidsraad veroordeeld in resolutie 660. Deze resolutie eiste ook een onmiddellijke terugtrekking van Irak, maar daar kwam niets van terecht.

## Inhoud
De Veiligheidsraad:
- herinnert aan de Iraakse invasie en annexatie van Koeweit en de resoluties 660, 661 en 662;
- is erg bezorgd over de veiligheid en het welzijn van buitenlanders in Irak en Koeweit;
- herinnert aan Iraks verplichtingen onder de internationale wet;
- verwelkomt het streven van secretaris-generaal Javier Pérez de Cuéllar om tot dringende consultaties met Irak te komen;
- handelt onder hoofdstuk VII van het Handvest van de Verenigde Naties;

1. eist dat Irak buitenlanders toelaat te vertrekken en dat consuls toegang tot hen hebben;
2. eist ook dat Irak hun veiligheid en gezondheid niet in gevaar brengt;
3. bevestigt dat de annexatie van Koeweit nietig is en eist daarom dat Irak de sluiting van diplomatieke en consulaire missies in Koeweit intrekt;
4. vraagt de secretaris-generaal zo snel mogelijk te rapporteren over de naleving van deze resolutie.

## Verwante resoluties
- Resolutie 661 Veiligheidsraad Verenigde Naties
- Resolutie 662 Veiligheidsraad Verenigde Naties
- Resolutie 665 Veiligheidsraad Verenigde Naties
- Resolutie 666 Veiligheidsraad Verenigde Naties

Lijst ·  647 ·  648 ·  649 ·  650 ·  651 ·  652 ·  653 ·  654 ·  655 ·  656 ·  657 ·  658 ·  659 ·  660 ·  661 ·  662 ·  663 ·  664 ·  665 ·  666 ·  667 ·  668 ·  669 ·  670 ·  671 ·  672 ·  673 ·  674 ·  675 ·  676 ·  677 ·  678 ·  679 ·  680 ·  681 ·  682 ·  683